# Eliurus minor
Eliurus minor és una espècie de mamífer rosegador de la família dels nesòmids. És endèmic de Madagascar, on viu a altituds d'entre 0 i 1.875 msnm. Els seus hàbitats naturals són els boscos humits i els boscos caducifolis secs, incloent-hi els boscos tropicals humits de plana i montans. Està amenaçat per la desforestació. El seu nom específic, minor, significa ‘més petit’ en llatí.